# Championnat d'Europe de football espoirs 2023
Navigation
Euro espoirs 2021 Euro espoirs 2025
La 24e édition du Championnat d'Europe de football espoirs se déroule en Roumanie et en Géorgie, du 21 juin au 8 juillet 2023.
Seize équipes participent à la phase finale.

## Équipes qualifiées
| Équipe     | Date de qualification        | Participation | Meilleur résultat                          |
| ---------- | ---------------------------- | ------------- | ------------------------------------------ |
| Roumanie   | 3 décembre 2020 pays hôte    | 4e            | Demi-finaliste (2019)                      |
| Géorgie    | 3 décembre 2020 pays hôte    | 1re           | —                                          |
| Belgique   | 30 mars 2022 1er du Groupe I | 4e            | Demi-finaliste (2007)                      |
| Espagne    | 2 mai 2022 1er du Groupe C   | 16e           | Vainqueur · (1986, 1998, 2011, 2013, 2019) |
| Allemagne  | 3 juin 2022 1er du Groupe B  | 14e           | Vainqueur · (2009, 2017, 2021)             |
| Portugal   | 6 juin 2022 1er du Groupe D  | 10e           | Finaliste · (1994, 2015, 2021)             |
| Angleterre | 7 juin 2022 1er du Groupe G  | 17e           | Vainqueur · (1982, 1984)                   |
| Pays-Bas   | 8 juin 2022 1er du Groupe E  | 9e            | Vainqueur · (2006, 2007)                   |
| France     | 9 juin 2022 1er du Groupe H  | 11e           | Vainqueur · (1988)                         |
| Italie     | 14 juin 2022 1er du Groupe F | 22e           | Vainqueur · (1992, 1994, 1996, 2000, 2004) |
| Norvège    | 14 juin 2022 1er du Groupe A | 3e            | Demi-finaliste (1998, 2013)                |
| Suisse     | 14 juin 2022 2e du Groupe E  | 5e            | Finaliste · (2011)                         |
| Ukraine    | 27 septembre 2022 Barrages   | 3e            | Finaliste · (2006)                         |
| Tchéquie   | 27 septembre 2022 Barrages   | 9e            | Vainqueur · (2002)                         |
| Croatie    | 27 septembre 2022 Barrages   | 5e            | Quarts de finale (2021)                    |
| Israël     | 27 septembre 2022 Barrages   | 3e            | Phase de groupes (2007, 2013)              |

## Villes et stades sélectionnés
| Bucarest             | Bucarest             | Cluj-Napoca                        | Cluj-Napoca          | Batoumi              | Koutaïssi             | Tbilissi              | Tbilissi             |
| -------------------- | -------------------- | ---------------------------------- | -------------------- | -------------------- | --------------------- | --------------------- | -------------------- |
| Stade Rapid-Giulești | Stadionul Steaua     | Stade Docteur-Constantin-Rădulescu | Cluj Arena           | Stade de Batoumi     | Stade Ramaz Shengelia | Stade Boris-Paichadze | Stade Mikheil-Meskhi |
| Capacité : 14 047    | Capacité : 31 254    | Capacité : 23 500                  | Capacité : 30 201    | Capacité : 20 000    | Capacité : 14 700     | Capacité : 54 139     | Capacité : 27 223    |
| Nombre de matchs : 4 | Nombre de matchs : 4 | Nombre de matchs : 3               | Nombre de matchs : 4 | Nombre de matchs : 5 | Nombre de matchs : 4  | Nombre de matchs : 3  | Nombre de matchs : 4 |

Les 8 stades sélectionnés sont :
en Roumanie :
- le stade Rapid-Giulești et le Stadionul Steaua à Bucarest
- la Cluj Arena et le stade Docteur-Constantin-Rădulescu à Cluj-Napoca

en Géorgie :
- le stade de Batoumi à Batoumi
- le stade Ramaz Shengelia à Koutaïssi
- le Stade Boris-Paichadze et le Stade Mikheil-Meskhi à Tbilissi

## Tirage au sort
Le tirage au sort a eu lieu le 18 octobre 2022 à Bucarest 18h00. Les 16 équipes ont été réparties en quatre groupes de quatre équipes.
| Chapeau 1 | Chapeau 2  | Chapeau 3 | Chapeau 4 |
| --------- | ---------- | --------- | --------- |
| Espagne   | Pays-Bas   | Croatie   | Ukraine   |
| Portugal  | Angleterre | Suisse    | Norvège   |
| Allemagne | Italie     | Belgique  | Israël    |
| France    | Roumanie   | Tchéquie  | Géorgie   |

### Arbitres
| Arbitre               | 1er arbitre assistant    | 2e arbitre assistant |
| --------------------- | ------------------------ | -------------------- |
| Aliyar Aghayev        | Zeynal Zeynalov          | Akif Ämirälı         |
| Duje Strukan          | Bojan Zobenica           | Alen Jakšić          |
| Willy Delajod         | Erwan Christophe Finjean | Cyril Mugnier        |
| Espen Eskås           | Jan Erik Engan           | Isaak Bashevkin      |
| Horațiu Mircea Feşnic | Valentin Avram           | Alexandru Cerei      |
| Rade Obrenović        | Jure Praprotnik          | Grega Kordež         |

| Arbitre           | 1er arbitre assistant    | 2e arbitre assistant        |
| ----------------- | ------------------------ | --------------------------- |
| Erik Lambrechts   | Jo De Weirdt             | Kevin Monteny               |
| Morten Krogh      | Steffen Bramsen          | Dennis Wollenberg Rasmussen |
| Donatas Rumšas    | Aleksandr Radiuš         | Dovydas Sužiedėlis          |
| Allard Lindhout   | Erwin E. J. Zeinstra     | Rogier Honig                |
| João Pinheiro     | Bruno Miguel Alves Jesus | Luciano António Gomes Maia  |
| Mohammed Al-Hakim | Fredrik Klyver           | Robin Wilde                 |

Quatrième officiels
Groupe A & C
- Juxhin Xhaja
- Goga Kikachishvili

Groupe B & D
- Andrei Chivulete
- Sebastian Gishamer

## Phase de groupes

### Critères de départage
En cas d'égalité de points à l'issue des trois journées, les équipes sont classées ou départagées suivant les critères, dans l'ordre :
1. Plus grand nombre de points obtenus dans les matches de groupe disputés entre les équipes concernées ;
2. Meilleure différence de buts dans les matches de groupe disputés entre les équipes concernées ;
3. Plus grand nombre de buts marqués dans les matches de groupe disputés entre les équipes concernées ;
4. Si, après l’application des critères a) à c), plusieurs équipes sont toujours à égalité, les critères a) à c) sont à nouveau appliqués exclusivement aux matches de groupe entre les équipes restantes afin de déterminer leur classement final. Si cette procédure ne donne pas de résultat, les critères e) à k) s’appliquent dans l’ordre indiqué aux équipes encore à égalité ;
5. Meilleure différence de buts dans tous les matches du groupe ;
6. Plus grand nombre de buts marqués dans tous les matches du groupe ;
7. Plus grand nombre de buts marqués à l’extérieur dans tous les matches du groupe ;
8. Plus grand nombre de victoires dans tous les matches du groupe ;
9. Plus grand nombre de victoires à l'extérieur dans tous les matches du groupe ;
10. Total le plus faible de points disciplinaires sur la base uniquement des cartons jaunes et des cartons rouges reçus par les joueurs et les officiels de l’équipe durant tous les matches de groupe (carton rouge = 3 points, carton jaune = 1 point, expulsion pour deux cartons jaunes au cours d'un match = 3 points) ;
11. Meilleure position dans le classement par coefficient des équipes nationales des moins de 21 ans de l’UEFA utilisé pour le tirage au sort des matches de groupe de la phase de qualification.

### Groupe A
| Rang | Équipe    | Pts | J | G | N | P | Bp | Bc | Diff |
| ---- | --------- | --- | - | - | - | - | -- | -- | ---- |
| 1    | Géorgie H | 5   | 3 | 1 | 2 | 0 | 5  | 3  | +2   |
| 2    | Portugal  | 4   | 3 | 1 | 1 | 1 | 3  | 4  | -1   |
| 3    | Pays-Bas  | 3   | 3 | 0 | 3 | 0 | 2  | 2  | 0    |
| 4    | Belgique  | 2   | 3 | 0 | 2 | 1 | 3  | 4  | -1   |

#### 1rejournée
| 21 juin 2023 | Belgique | 0 - 0   | Pays-Bas | Stade Mikheil-Meskhi, Tbilissi              |                                             |
| 18h00        |          | (0 - 0) |          | Spectateurs : 1 029 Arbitrage : Espen Eskås | Spectateurs : 1 029 Arbitrage : Espen Eskås |
| 18h00        | Rapport  |         |          | Spectateurs : 1 029 Arbitrage : Espen Eskås | Spectateurs : 1 029 Arbitrage : Espen Eskås |

| 21 juin 2023 | Géorgie                   | 2 - 0   | Portugal | Stade Boris-Paichadze, Tbilissi                 |                                                 |
| 18h00        | Gagua 37e · Sazonov 45+1e | (2 - 0) |          | Spectateurs : 24 447 Arbitrage : Aliyar Aghayev | Spectateurs : 24 447 Arbitrage : Aliyar Aghayev |
| 18h00        | Rapport                   |         |          | Spectateurs : 24 447 Arbitrage : Aliyar Aghayev | Spectateurs : 24 447 Arbitrage : Aliyar Aghayev |

#### 2ejournée
| 24 juin 2023 | Portugal    | 1 - 1   | Pays-Bas    | Stade Mikheil-Meskhi, Tbilissi                 |                                                |
| 18h00        | Almeida 20e | (1 - 0) | 78e Brobbey | Spectateurs : 1 526 Arbitrage : Horațiu Feșnic | Spectateurs : 1 526 Arbitrage : Horațiu Feșnic |
| 18h00        | Rapport     |         |             | Spectateurs : 1 526 Arbitrage : Horațiu Feșnic | Spectateurs : 1 526 Arbitrage : Horațiu Feșnic |

| 24 juin 2023 | Géorgie                            | 2 - 2   | Belgique                     | Stade Boris-Paichadze, Tbilissi               |                                               |
| 18h00        | Tsitaichvili 51e · Guliashvili 87e | (0 - 2) | 15e De Cuyper · 38e Ramazani | Spectateurs : 41 886 Arbitrage : Duje Strukan | Spectateurs : 41 886 Arbitrage : Duje Strukan |
| 18h00        | Rapport                            |         |                              | Spectateurs : 41 886 Arbitrage : Duje Strukan | Spectateurs : 41 886 Arbitrage : Duje Strukan |

#### 3ejournée
| 27 juin 2023 | Portugal                      | 2 - 1   | Belgique      | Stade Mikheil-Meskhi, Tbilissi                |                                               |
| 18h00        | Neves 56e · Dantas 89e (pen.) | (0 - 0) | 65e Vertessen | Spectateurs : 1 373 Arbitrage : Willy Delajod | Spectateurs : 1 373 Arbitrage : Willy Delajod |
| 18h00        | Rapport                       |         |               | Spectateurs : 1 373 Arbitrage : Willy Delajod | Spectateurs : 1 373 Arbitrage : Willy Delajod |

| 27 juin 2023 | Pays-Bas     | 1 - 1   | Géorgie          | Stade Boris-Paichadze, Tbilissi                 |                                                 |
| 18h00        | Taylor 45+6e | (1 - 1) | 42e Davitashvili | Spectateurs : 43 004 Arbitrage : Rade Obrenović | Spectateurs : 43 004 Arbitrage : Rade Obrenović |
| 18h00        | Rapport      |         |                  | Spectateurs : 43 004 Arbitrage : Rade Obrenović | Spectateurs : 43 004 Arbitrage : Rade Obrenović |

### Groupe B
| Rang | Équipe     | Pts | J | G | N | P | Bp | Bc | Diff |
| ---- | ---------- | --- | - | - | - | - | -- | -- | ---- |
| 1    | Espagne    | 7   | 3 | 2 | 1 | 0 | 6  | 2  | +4   |
| 2    | Ukraine    | 7   | 3 | 2 | 1 | 0 | 5  | 2  | +3   |
| 3    | Croatie    | 1   | 3 | 0 | 1 | 2 | 0  | 3  | -3   |
| 4    | Roumanie H | 1   | 3 | 0 | 1 | 2 | 0  | 4  | -4   |

#### 1rejournée
| 21 juin 2023 | Ukraine                   | 2 - 0   | Croatie | Stade Rapid-Giulești, Bucarest                    |                                                   |
| 18h00        | Kashchuk 19e · Sikane 48e | (1 - 0) |         | Spectateurs : 1 677 Arbitrage : Mohammed Al-Hakim | Spectateurs : 1 677 Arbitrage : Mohammed Al-Hakim |
| 18h00        | Rapport                   |         |         | Spectateurs : 1 677 Arbitrage : Mohammed Al-Hakim | Spectateurs : 1 677 Arbitrage : Mohammed Al-Hakim |

| 21 juin 2023 | Roumanie | 0 - 3   | Espagne                               | Stadionul Steaua, Bucarest                       |                                                  |
| 20h45        |          | (0 - 0) | 55e Baena · 62e Miranda · 90+5e Gómez | Spectateurs : 21 227 Arbitrage : Erik Lambrechts | Spectateurs : 21 227 Arbitrage : Erik Lambrechts |
| 20h45        | Rapport  |         |                                       | Spectateurs : 21 227 Arbitrage : Erik Lambrechts | Spectateurs : 21 227 Arbitrage : Erik Lambrechts |

#### 2ejournée
| 24 juin 2023 | Roumanie | 0 - 1   | Ukraine         | Stadionul Steaua, Bucarest                    |                                               |
| 18h00        |          | (0 - 0) | 89e (csc) Dican | Spectateurs : 14 309 Arbitrage : Morten Krogh | Spectateurs : 14 309 Arbitrage : Morten Krogh |
| 18h00        | Rapport  |         |                 | Spectateurs : 14 309 Arbitrage : Morten Krogh | Spectateurs : 14 309 Arbitrage : Morten Krogh |

| 24 juin 2023 | Espagne  | 1 - 0   | Croatie | Stade Rapid-Giulești, Bucarest                  |                                                 |
| 20h45        | Ruiz 1re | (1 - 0) |         | Spectateurs : 2 921 Arbitrage : Allard Lindhout | Spectateurs : 2 921 Arbitrage : Allard Lindhout |
| 20h45        | Rapport  |         |         | Spectateurs : 2 921 Arbitrage : Allard Lindhout | Spectateurs : 2 921 Arbitrage : Allard Lindhout |

#### 3ejournée
| 27 juin 2023 | Espagne                       | 2 - 2   | Ukraine                          | Stade Rapid-Giulești, Bucarest                 |                                                |
| 20h45        | Zhelizko 49e (csc) · Ruiz 90e | (0 - 1) | 43e Viunnyk · 81e (pen.) Sudakov | Spectateurs : 2 027 Arbitrage : Donatas Rumšas | Spectateurs : 2 027 Arbitrage : Donatas Rumšas |
| 20h45        | Rapport                       |         |                                  | Spectateurs : 2 027 Arbitrage : Donatas Rumšas | Spectateurs : 2 027 Arbitrage : Donatas Rumšas |

| 27 juin 2023 | Croatie | 0 - 0   | Roumanie | Stadionul Steaua, Bucarest                    |                                               |
| 20h45        |         | (0 - 0) |          | Spectateurs : 7 816 Arbitrage : João Pinheiro | Spectateurs : 7 816 Arbitrage : João Pinheiro |
| 20h45        | Rapport |         |          | Spectateurs : 7 816 Arbitrage : João Pinheiro | Spectateurs : 7 816 Arbitrage : João Pinheiro |

### Groupe C
| Rang | Équipe     | Pts | J | G | N | P | Bp | Bc | Diff |
| ---- | ---------- | --- | - | - | - | - | -- | -- | ---- |
| 1    | Angleterre | 9   | 3 | 3 | 0 | 0 | 6  | 0  | +6   |
| 2    | Israël     | 4   | 3 | 1 | 1 | 1 | 2  | 3  | -1   |
| 3    | Tchéquie   | 3   | 3 | 1 | 0 | 2 | 2  | 4  | -2   |
| 4    | Allemagne  | 1   | 3 | 0 | 1 | 2 | 2  | 5  | -3   |

#### 1rejournée
| 22 juin 2023 | Allemagne   | 1 - 1   | Israël       | Stade Ramaz Shengelia, Koutaïssi              |                                               |
| 18h00        | Bisseck 26e | (1 - 1) | 20e Turgeman | Spectateurs : 2 442 Arbitrage : Willy Delajod | Spectateurs : 2 442 Arbitrage : Willy Delajod |
| 18h00        | Rapport     |         |              | Spectateurs : 2 442 Arbitrage : Willy Delajod | Spectateurs : 2 442 Arbitrage : Willy Delajod |

| 22 juin 2023 | Tchéquie | 0 - 2   | Angleterre                    | Stade de Batoumi, Batoumi                      |                                                |
| 18h00        |          | (0 - 0) | 47e Ramsey · 90+4e Smith-Rowe | Spectateurs : 8 168 Arbitrage : Horațiu Feşnic | Spectateurs : 8 168 Arbitrage : Horațiu Feşnic |
| 18h00        | Rapport  |         |                               | Spectateurs : 8 168 Arbitrage : Horațiu Feşnic | Spectateurs : 8 168 Arbitrage : Horațiu Feşnic |

#### 2ejournée
| 25 juin 2023 | Angleterre                  | 2 - 0   | Israël | Stade Ramaz Shengelia, Koutaïssi               |                                                |
| 18h00        | Gordon 15e · Smith-Rowe 68e | (1 - 0) |        | Spectateurs : 5 106 Arbitrage : Rade Obrenović | Spectateurs : 5 106 Arbitrage : Rade Obrenović |
| 18h00        | Rapport                     |         |        | Spectateurs : 5 106 Arbitrage : Rade Obrenović | Spectateurs : 5 106 Arbitrage : Rade Obrenović |

| 25 juin 2023 | Tchéquie             | 2 - 1   | Allemagne   | Stade de Batoumi, Batoumi                   |                                             |
| 18h00        | Sejk 33e · Vitík 87e | (1 - 0) | 70e Stiller | Spectateurs : 5 023 Arbitrage : Espen Eskås | Spectateurs : 5 023 Arbitrage : Espen Eskås |
| 18h00        | Rapport              |         |             | Spectateurs : 5 023 Arbitrage : Espen Eskås | Spectateurs : 5 023 Arbitrage : Espen Eskås |

#### 3ejournée
| 28 juin 2023 | Angleterre              | 2 - 0   | Allemagne | Stade de Batoumi, Batoumi                      |                                                |
| 18h00        | Archer 4e · Elliott 21e | (2 - 0) |           | Spectateurs : 9 587 Arbitrage : Aliyar Aghayev | Spectateurs : 9 587 Arbitrage : Aliyar Aghayev |
| 18h00        | Rapport                 |         |           | Spectateurs : 9 587 Arbitrage : Aliyar Aghayev | Spectateurs : 9 587 Arbitrage : Aliyar Aghayev |

| 28 juin 2023 | Israël        | 1 - 0   | Tchéquie | Stade Ramaz Shengelia, Koutaïssi             |                                              |
| 18h00        | Gandelman 82e | (0 - 0) |          | Spectateurs : 2 175 Arbitrage : Duje Strukan | Spectateurs : 2 175 Arbitrage : Duje Strukan |
| 18h00        | Rapport       |         |          | Spectateurs : 2 175 Arbitrage : Duje Strukan | Spectateurs : 2 175 Arbitrage : Duje Strukan |

### Groupe D
| Rang | Équipe  | Pts | J | G | N | P | Bp | Bc | Diff |
| ---- | ------- | --- | - | - | - | - | -- | -- | ---- |
| 1    | France  | 9   | 3 | 3 | 0 | 0 | 7  | 2  | +5   |
| 2    | Suisse  | 3   | 3 | 1 | 0 | 2 | 5  | 8  | -3   |
| 3    | Italie  | 3   | 3 | 1 | 0 | 2 | 4  | 5  | -1   |
| 4    | Norvège | 3   | 3 | 1 | 0 | 2 | 2  | 3  | -1   |

Alors que terminent à égalité de points la Norvège, l'Italie et la Suisse, cette dernière se qualifie pour les quarts de finale, malgré sa plus mauvaise différence de buts générale, en raison du classement particulier ne tenant compte que des résultats entre les trois équipes concernées : même nombre de points (3), même différence de buts (0), mais 4 buts marqués pour la Suisse contre 3 pour l'Italie et 2 pour la Norvège.

#### 1rejournée
| 22 juin 2023 | Norvège   | 1 - 2   | Suisse                | Stade Docteur-Constantin-Rădulescu, Cluj-Napoca |                                               |
| 18h00        | Ceide 19e | (1 - 1) | 36e Ndoye · 56e Imeri | Spectateurs : 1 279 Arbitrage : João Pinheiro   | Spectateurs : 1 279 Arbitrage : João Pinheiro |
| 18h00        | Rapport   |         |                       | Spectateurs : 1 279 Arbitrage : João Pinheiro   | Spectateurs : 1 279 Arbitrage : João Pinheiro |

| 22 juin 2023 | France                       | 2 - 1   | Italie       | Cluj Arena, Cluj-Napoca                          |                                                  |
| 20h45        | Kalimuendo 23e · Barcola 62e | (1 - 1) | 36e Pellegri | Spectateurs : 11 286 Arbitrage : Allard Lindhout | Spectateurs : 11 286 Arbitrage : Allard Lindhout |
| 20h45        | Rapport                      |         |              | Spectateurs : 11 286 Arbitrage : Allard Lindhout | Spectateurs : 11 286 Arbitrage : Allard Lindhout |

#### 2ejournée
| 25 juin 2023 | Suisse                  | 2 - 3   | Italie                                | Cluj Arena, Cluj-Napoca                           |                                                   |
| 18h00        | Imeri 47e · Amdouni 52e | (0 - 3) | 6e Pirola · 11e Gnonto · 45+4e Parisi | Spectateurs : 4 339 Arbitrage : Mohammed Al-Hakim | Spectateurs : 4 339 Arbitrage : Mohammed Al-Hakim |
| 18h00        | Rapport                 |         |                                       | Spectateurs : 4 339 Arbitrage : Mohammed Al-Hakim | Spectateurs : 4 339 Arbitrage : Mohammed Al-Hakim |

| 25 juin 2023 | Norvège | 0 - 1   | France    | Stade Docteur-Constantin-Rădulescu, Cluj-Napoca |                                                |
| 20h45        |         | (0 - 0) | 57e Olise | Spectateurs : 1 507 Arbitrage : Donatas Rumšas  | Spectateurs : 1 507 Arbitrage : Donatas Rumšas |
| 20h45        | Rapport |         |           | Spectateurs : 1 507 Arbitrage : Donatas Rumšas  | Spectateurs : 1 507 Arbitrage : Donatas Rumšas |

#### 3ejournée
| 28 juin 2023 | Suisse    | 1 - 4   | France                                                      | Stade Docteur-Constantin-Rădulescu, Cluj-Napoca |                          |
| 20h45        | Ndoye 35e | (1 - 1) | 16e (pen.) Gouiri · 65e Barcola · 76e Cherki · 81e Caqueret | Arbitrage : Morten Krogh                        | Arbitrage : Morten Krogh |
| 20h45        | Rapport   |         |                                                             | Arbitrage : Morten Krogh                        | Arbitrage : Morten Krogh |

| 28 juin 2023 | Italie  | 0 - 1   | Norvège     | Cluj Arena, Cluj-Napoca     |                             |
| 20h45        |         | (0 - 0) | 65e Botheim | Arbitrage : Erik Lambrechts | Arbitrage : Erik Lambrechts |
| 20h45        | Rapport |         |             | Arbitrage : Erik Lambrechts | Arbitrage : Erik Lambrechts |

## Tableau final
|  | Quarts de finale            | Quarts de finale           | Quarts de finale           | Quarts de finale           |            |            | Demi-finales            | Demi-finales            | Demi-finales            | Demi-finales            |  |  | Finale                  | Finale                  | Finale                  | Finale                  |
|  |                             |                            |                            |                            |            |            |                         |                         |                         |                         |  |  |                         |                         |                         |                         |
|  | 1er juillet 2023, Tbilissi  | 1er juillet 2023, Tbilissi | 1er juillet 2023, Tbilissi | 1er juillet 2023, Tbilissi |            |            | 5 juillet 2023, Batoumi | 5 juillet 2023, Batoumi | 5 juillet 2023, Batoumi | 5 juillet 2023, Batoumi |  |  | 8 juillet 2023, Batoumi | 8 juillet 2023, Batoumi | 8 juillet 2023, Batoumi | 8 juillet 2023, Batoumi |
|  | 1er juillet 2023, Tbilissi  | 1er juillet 2023, Tbilissi | 1er juillet 2023, Tbilissi | 1er juillet 2023, Tbilissi |            |            | 5 juillet 2023, Batoumi | 5 juillet 2023, Batoumi | 5 juillet 2023, Batoumi | 5 juillet 2023, Batoumi |  |  | 8 juillet 2023, Batoumi | 8 juillet 2023, Batoumi | 8 juillet 2023, Batoumi | 8 juillet 2023, Batoumi |
|  | 1A                          | Géorgie                    | 0ap (3)                    | 0ap (3)                    |            |            | 5 juillet 2023, Batoumi | 5 juillet 2023, Batoumi | 5 juillet 2023, Batoumi | 5 juillet 2023, Batoumi |  |  | 8 juillet 2023, Batoumi | 8 juillet 2023, Batoumi | 8 juillet 2023, Batoumi | 8 juillet 2023, Batoumi |
|  | 1A                          | Géorgie                    | 0ap (3)                    | 0ap (3)                    |            |            | 5 juillet 2023, Batoumi | 5 juillet 2023, Batoumi | 5 juillet 2023, Batoumi | 5 juillet 2023, Batoumi |  |  | 8 juillet 2023, Batoumi | 8 juillet 2023, Batoumi | 8 juillet 2023, Batoumi | 8 juillet 2023, Batoumi |
|  | 2C                          | Israël                     | 0 tab(4)                   | 0 tab(4)                   |            |            | 5 juillet 2023, Batoumi | 5 juillet 2023, Batoumi | 5 juillet 2023, Batoumi | 5 juillet 2023, Batoumi |  |  | 8 juillet 2023, Batoumi | 8 juillet 2023, Batoumi | 8 juillet 2023, Batoumi | 8 juillet 2023, Batoumi |
|  | 2C                          | Israël                     | 0 tab(4)                   | 0 tab(4)                   | Israël     | Israël     | 0                       | 0                       |                         |                         |  |  | 8 juillet 2023, Batoumi | 8 juillet 2023, Batoumi | 8 juillet 2023, Batoumi | 8 juillet 2023, Batoumi |
|  | 2 juillet 2023, Koutaïssi   |                            |                            |                            | Israël     | Israël     | 0                       | 0                       |                         |                         |  |  | 8 juillet 2023, Batoumi | 8 juillet 2023, Batoumi | 8 juillet 2023, Batoumi | 8 juillet 2023, Batoumi |
|  |                             |                            | Angleterre                 | Angleterre                 | 3          | 3          |                         |                         |                         |                         |  |  | 8 juillet 2023, Batoumi | 8 juillet 2023, Batoumi | 8 juillet 2023, Batoumi | 8 juillet 2023, Batoumi |
|  | 1C                          | Angleterre                 | Angleterre                 | Angleterre                 | 3          | 3          | 1                       | 1                       |                         |                         |  |  | 8 juillet 2023, Batoumi | 8 juillet 2023, Batoumi | 8 juillet 2023, Batoumi | 8 juillet 2023, Batoumi |
|  | 1C                          | Angleterre                 | 5 juillet 2023, Bucarest   |                            |            |            | 1                       | 1                       |                         |                         |  |  | 8 juillet 2023, Batoumi | 8 juillet 2023, Batoumi | 8 juillet 2023, Batoumi | 8 juillet 2023, Batoumi |
|  | 2A                          | Portugal                   | 0                          | 0                          |            |            |                         |                         |                         |                         |  |  | 8 juillet 2023, Batoumi | 8 juillet 2023, Batoumi | 8 juillet 2023, Batoumi | 8 juillet 2023, Batoumi |
|  | 2A                          | Portugal                   | 0                          | 0                          | Angleterre | Angleterre | 1                       | 1                       |                         |                         |  |  |                         |                         |                         |                         |
|  | 1er juillet 2023, Bucarest  |                            |                            |                            | Angleterre | Angleterre | 1                       | 1                       |                         |                         |  |  |                         |                         |                         |                         |
|  |                             |                            | Espagne                    | Espagne                    | 0          | 0          |                         |                         |                         |                         |  |  |                         |                         |                         |                         |
|  | 1B                          | Espagne                    | Espagne                    | Espagne                    | 0          | 0          | 2 ap                    | 2 ap                    |                         |                         |  |  |                         |                         |                         |                         |
|  | 1B                          | Espagne                    |                            |                            |            |            |                         |                         |                         |                         |  |  |                         |                         |                         |                         |
|  | 2D                          | Suisse                     | 1                          | 1                          |            |            |                         |                         |                         |                         |  |  |                         |                         |                         |                         |
|  | 2D                          | Suisse                     | 1                          | 1                          | Espagne    | Espagne    | 5                       | 5                       |                         |                         |  |  |                         |                         |                         |                         |
|  | 2 juillet 2023, Cluj-Napoca |                            |                            |                            | Espagne    | Espagne    | 5                       | 5                       |                         |                         |  |  |                         |                         |                         |                         |
|  |                             |                            | Ukraine                    | Ukraine                    | 1          | 1          |                         |                         |                         |                         |  |  |                         |                         |                         |                         |
|  | 1D                          | France                     | Ukraine                    | Ukraine                    | 1          | 1          | 1                       | 1                       |                         |                         |  |  |                         |                         |                         |                         |
|  | 1D                          | France                     |                            |                            |            |            |                         | 1                       |                         |                         |  |  |                         |                         |                         |                         |
|  | 2B                          | Ukraine                    | 3                          | 3                          |            |            |                         |                         |                         |                         |  |  |                         |                         |                         |                         |
|  | 2B                          | Ukraine                    | 3                          | 3                          |            |            |                         |                         |                         |                         |  |  |                         |                         |                         |                         |
|  |                             |                            |                            |                            |            |            |                         |                         |                         |                         |  |  |                         |                         |                         |                         |

### Quarts de finale
| Match 25               | Géorgie                                                         | 0 - 0 ap          | Israël                                    | Stade Mikheil-Meskhi, Tbilissi               |                                              |
| 1er juillet 2023 20h00 |                                                                 | (0 - 0)           |                                           | Spectateurs : 44 338 Arbitrage : Espen Eskås | Spectateurs : 44 338 Arbitrage : Espen Eskås |
| 1er juillet 2023 20h00 | Rapport                                                         |                   |                                           | Spectateurs : 44 338 Arbitrage : Espen Eskås | Spectateurs : 44 338 Arbitrage : Espen Eskås |
| 1er juillet 2023 20h00 | Azarovi · Davitashvili · Gagua · Moistsrapishvili · Khvadagiani | Tirs au but 3 - 4 | Gil Cohen · Gandelman · Khalaili · Gloukh | Spectateurs : 44 338 Arbitrage : Espen Eskås | Spectateurs : 44 338 Arbitrage : Espen Eskås |

| Match 26               | Espagne                  | 2 - 1 ap              | Suisse        | Stade Rapid-Giulești, Bucarest                  |                                                 |
| 1er juillet 2023 22h00 | Gómez 68e · Miranda 103e | (0 - 0, 1 - 1, 2 - 1) | 90+1e Amdouni | Spectateurs : 3 861 Arbitrage : Erik Lambrechts | Spectateurs : 3 861 Arbitrage : Erik Lambrechts |
| 1er juillet 2023 22h00 | Rapport                  |                       |               | Spectateurs : 3 861 Arbitrage : Erik Lambrechts | Spectateurs : 3 861 Arbitrage : Erik Lambrechts |

| Match 27             | Angleterre | 1 - 0   | Portugal | Stade Ramaz Shengelia, Koutaïssi               |                                                |
| 2 juillet 2023 20h00 | Gordon 34e | (1 - 0) |          | Spectateurs : 6 920 Arbitrage : Rade Obrenović | Spectateurs : 6 920 Arbitrage : Rade Obrenović |
| 2 juillet 2023 20h00 | Rapport    |         |          | Spectateurs : 6 920 Arbitrage : Rade Obrenović | Spectateurs : 6 920 Arbitrage : Rade Obrenović |

| Match 28             | France     | 1 - 3   | Ukraine                                 | Cluj Arena, Cluj-Napoca                            |                                                    |
| 2 juillet 2023 22h00 | Cherki 19e | (1 - 2) | 32e (pen.) 44e Sudakov · 86e Bondarenko | Spectateurs : 6 281 Arbitrage : João Pinheiro (en) | Spectateurs : 6 281 Arbitrage : João Pinheiro (en) |
| 2 juillet 2023 22h00 | Rapport    |         |                                         | Spectateurs : 6 281 Arbitrage : João Pinheiro (en) | Spectateurs : 6 281 Arbitrage : João Pinheiro (en) |

### Demi-finales
| Match 29             | Israël  | 0 - 3   | Angleterre                                | Stade de Batoumi, Batoumi                     |                                               |
| 5 juillet 2023 20h00 |         | (0 - 1) | 42e Gibbs-White · 63e Palmer · 90e Archer | Spectateurs : 11 801 Arbitrage : Morten Krogh | Spectateurs : 11 801 Arbitrage : Morten Krogh |
| 5 juillet 2023 20h00 | Rapport |         |                                           | Spectateurs : 11 801 Arbitrage : Morten Krogh | Spectateurs : 11 801 Arbitrage : Morten Krogh |

| Match 30             | Espagne | 5 - 1   | Ukraine        | Stadionul Steaua, Bucarest  |                             |
| 5 juillet 2023 22h00 | ( V.Gómez) Ruiz 17e · ( Rodríguez) Sancet 24e · Blanco 54e · ( Barrenetxea) Oroz 68e · ( Ruiz) S.Gómez 79e | (2 - 1) | 13e Bondarenko | Arbitrage : Erik Lambrechts | Arbitrage : Erik Lambrechts |
| 5 juillet 2023 22h00 | Rapport |         |                | Arbitrage : Erik Lambrechts | Arbitrage : Erik Lambrechts |

### Finale
| Match 31             | Angleterre  | 1 - 0   | Espagne | Stade de Batoumi, Batoumi |                         |
| 8 juillet 2023 20h00 | Jones 45+4e | (1 - 0) |         | Arbitrage : Espen Eskas   | Arbitrage : Espen Eskas |
| 8 juillet 2023 20h00 | Rapport     |         |         | Arbitrage : Espen Eskas   | Arbitrage : Espen Eskas |

## Qualification pour les Jeux olympiques d'été 2024
Trois équipes obtiennent leur qualification pour le tournoi masculin de football aux Jeux olympiques d'été de 2024 grâce à leur résultat final dans cet Euro espoirs 2023. Vainqueur de l'Euro espoirs, l'Angleterre est cependant non-éligible pour participer aux JO. Selon les règles fixées par le CIO et la FIFA, il faut en effet l'accord unanime des fédérations écossaise, galloise et nord-irlandaise pour que les Anglais puissent représenter la Grande-Bretagne aux Jeux olympiques, or un tel accord n'existe pas.
Avec la France, qualifiée d'office, les nations européennes seront au nombre de quatre aux Jeux de Paris en 2024.
| Équipe  | Date de qualification | Statut                      | Qualifications précédentes                                                  |
| ------- | --------------------- | --------------------------- | --------------------------------------------------------------------------- |
| France  | 13 septembre 2017     | Pays hôte des JO            | 12 (1908, 1920, 1924, 1928, 1948, 1952, 1960, 1968, 1976, 1984, 1996, 2020) |
| Espagne | 2 juillet 2023        | Finaliste Euro espoirs      | 11 (1920, 1924, 1928, 1968, 1976, 1980, 1992, 1996, 2000, 2012, 2020)       |
| Israël  | 2 juillet 2023        | Demi-finaliste Euro espoirs | 2 (1968, 1976)                                                              |
| Ukraine | 2 juillet 2023        | Demi-finaliste Euro espoirs | -                                                                           |